# 풍선 폭탄

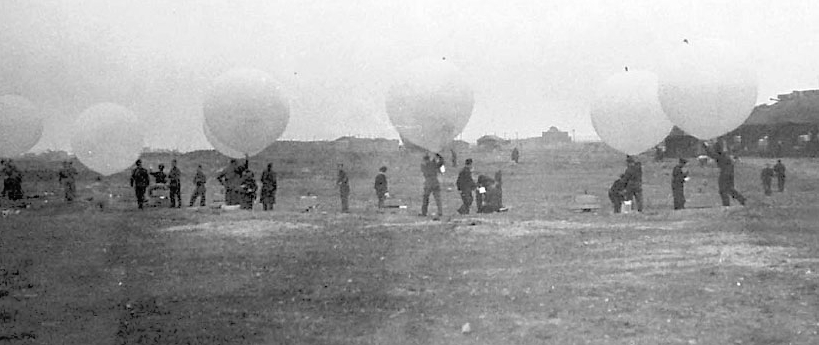
잉글랜드 서퍽주에서 아웃워드 작전(Operation Outward)을 위해 발사되는 풍선

풍선 폭탄은 뜨거운 공기, 질소, 헬륨 등 기체보다 가벼운 물질에 폭탄, 소이탄, 화염병이 들어간 채로 부풀어진 풍선이다. 이 풍선은 우세한 바람을 이용하여 특정 지역을 향해 전달되며 이곳에 떨어지거나 탑재물이 폭발하게 된다.

## 역사
1792년, 조제프 미셸 몽골피에는 툴롱의 영국군대와 선박에 폭탄을 떨어트리기 위해 풍선을 사용할 것을 제안했다.
전쟁에 풍선을 처음으로 공격적으로 사용한 일은 1849년 제1차 이탈리아 독립 전쟁 시기였다.

### 제2차 세계 대전

#### 아웃워드 작전
제2차 세계 대전 중에 영국의 아웃워드 작전은 99,142개의 풍선을 독일에서 시작했으며 그 중 53,543개에는 소이탄이 들어있었고 다른 45,599개에는 고압선에 피해를 입히기 위한 아래로 내려진 선을 담고 있었다.

## 같이 보기
- 풍등